# Gymnopilus flavifolius
Gymnopilus flavifolius là một loài nấm thuộc họ Cortinariaceae.